# 信达澳亚基金
信达澳亚基金管理有限公司，原名信达澳银基金管理有限公司，成立于2006年6月5日，公司总部设在深圳，是国内首家由国有资产管理公司控股的基金管理公司，也是澳大利亚在中国合资设立的第一家基金管理公司。公司由中国信达资产管理股份有限公司和澳洲联邦银行当时的全资附属公司康联首域集团有限公司发起成立。2015年5月22日，中国信达所持有的股份全部改由信达证券持有；2021年10月11日，由于澳洲联邦银行将康联首域45%股份售予KKR，其所持股份改由澳洲联邦银行另一全资子公司East Topco Limited持有。
2022年3月21日，由于公司外方股东的实控人变更，以及公司国际化发展战略需要，公司正式更名为信达澳亚基金管理有限公司。